# غرانيت ميكاشيفيتشي
نادي غرانيت ميكاشيفيتشي لكرة القدم (بالبيلاروسية: ФК Граніт Мікашэвічы) نادي كرة قدم بيلاروسي يلعب في الدوري البيلاروسي الممتاز. تم تأسيس النادي في عام 1978.

## روابط خارجية
- FC Granit Mikashevichi